# Miroslav Nenutil
Miroslav Nenutil (* 6. listopadu 1957 Sušice) je český politik, v letech 2008 až 2020 senátor za obvod č. 3 – Cheb, v letech 2002 až 2014 zastupitel (v letech 2002 až 2006 také místostarosta a v letech 2010 až 2014 radní) města Stříbro, v letech 2006 až 2010 starosta Stříbra, člen ČSSD.

## Život
Narodil se roku 1957 v Sušici. Středoškolské vzdělání ukončil maturitou na gymnáziu ve
Stříbře v roce 1976. Poté dále pokračoval ve studiu na tehdejší Pedagogické fakultě v Plzni, kterou dokončil v roce 1980. Po studiu na vysoké škole nastoupil jako učitel na Základní školu v Plané, v roce 1993 přešel na základní školu ve Stříbře. S manželkou Věrou, která pracuje jako advokátka, má dceru Marii a syna Jiřího.

## Polická kariéra
V letech 1987–1995 byl členem Komunistické strany Československa a KSČM. Po přechodu na ZŠ ve Stříbře se začal více veřejně angažovat, když se ujal funkce předsedy krajské odborové organizace pracovníků ve školství. V komunálních volbách v roce 2002 byl zvolen do zastupitelstva Stříbra jako nestraník a posléze jeho místostarostou. Roku 2003 vstoupil do ČSSD. V letech 2006–2010 působil jako uvolněný starosta Stříbra. V komunálních volbách v roce 2010 kandidoval do zastupitelstva Stříbra jako lídr kandidátky ČSSD. Mandát zastupitele města se mu podařilo obhájit, starostou však již zvolen nebyl. Novým starostou Stříbra se stal Bohuslav Červený. V letech 2010 až 2014 Miroslav Nenutil působil jako radní města. V komunálních volbách v roce 2014 již do zastupitelstva Stříbra nekandidoval.
V roce 2008 se rozhodl kandidovat do Senátu PČR v obvodu č. 3 – Cheb za ČSSD. Z prvního kola postoupil na prvním místě se ziskem 26,60 % hlasů, jako jeho protikandidát se do druhého kola probojoval nezávislý kandidát a zároveň starosta Františkových Lázní Ivo Mlátilík s 22,03 % hlasů. Ve druhém kole voleb Miroslav Nenutil zvítězil s 67,36 % všech platných hlasů. Nenutil chtěl během svého působení v horní komoře Parlamentu ČR prosazovat regionální rozvoj a bezplatné zdravotnictví.
Ve volbách do Senátu PČR v roce 2014 opět kandidoval za ČSSD v obvodu č. 3 – Cheb. Se ziskem 28,41 % hlasů vyhrál první kolo, a postoupil tak do kola druhého. V něm porazil v poměru hlasů 55,35 % : 44,64 % člena hnutí ANO 2011 Jiřího Dufku a zůstal senátorem.
Ve volbách do Senátu PČR v roce 2020 obhajoval za ČSSD mandát senátora v obvodu č. 3 – Cheb. Se ziskem 14,49 % hlasů však skončil na třetím místě a nepostoupil ani do druhého kola. Mandát senátora tak neobhájil.
Po odchodu z politiky vyučuje na druhém stupni na Základní škole Mánesova ve Stříbře.